# Manettia tachirensis
Manettia tachirensis är en måreväxtart som beskrevs av Julian Alfred Steyermark. Manettia tachirensis ingår i släktet Manettia och familjen måreväxter. Inga underarter finns listade i Catalogue of Life.